# Acalymma granulipenne
Acalymma granulipenne is een keversoort uit de familie bladkevers (Chrysomelidae). De wetenschappelijke naam van de soort werd in 1911 gepubliceerd door Bowditch.